# Румунія на зимових Олімпійських іграх 2022
Румунія взяла участь у зимових Олімпійських іграх 2022, що тривали з 4 до 20 лютого в Пекіні (Китай).
Санкарка Ралуца Стреметурару і лижник Паул Пепене несли прапор своєї країни на церемонії відкриття. А нести прапор на церемонії закриття доручили бобслеїстці Андреа Гречу.

## Спортсмени
Кількість спортсменів, що взяли участь в Іграх, за видами спорту.
| Вид спорту          | Чоловіки | Жінки | Загалом |
| ------------------- | -------- | ----- | ------- |
| Гірськолижний спорт | 1        | 1     | 2       |
| Біатлон             | 1        | 1     | 2       |
| Бобслей             | 4        | 2     | 6       |
| Лижні перегони      | 2        | 1     | 3       |
| Санний спорт        | 3        | 1     | 4       |
| Стрибки з трампліна | 2        | 1     | 3       |
| Ковзанярський спорт | 0        | 1     | 1       |
| Загалом             | 13       | 8     | 21      |

## Гірськолижний спорт
Від Румунії на ігри кваліфікувалися один гірськолижник і одна гірськолижниця, що відповідав базовому кваліфікаційному критерію.
| Спортсмен             | Дисципліна                    | 1-й спуск | 1-й спуск | 2-й спуск    | 2-й спуск    | Сума         | Сума         |
| Спортсмен             | Дисципліна                    | Час       | Місце     | Час          | Місце        | Час          | Місце        |
| --------------------- | ----------------------------- | --------- | --------- | ------------ | ------------ | ------------ | ------------ |
| Александру Стефанеску | Гігантський слалом (чоловіки) | 1:14.20   | 38        | 1:19.01      | 33           | 2:33.21      | 32           |
| Александру Стефанеску | Слалом (чоловіки)             | 1:01.72   | 39        | 58.70        | 35           | 2:00.42      | 35           |
| Марія Константін      | Гігантський слалом (жінки)    | 1:08.25   | 50        | 1:10.25      | 45           | 2:18.50      | 45           |
| Марія Константін      | Слалом (жінки)                | НФ        | НФ        | Не потрапила | Не потрапила | Не потрапила | Не потрапила |

## Біатлон
| Спортсмен      | Дисципліна                     | Час     | Хиби        | Місце |
| -------------- | ------------------------------ | ------- | ----------- | ----- |
| Георге Колтя   | Спринт (чоловіки)              | 27:54.7 | 2 (1+1)     | 89    |
| Наталія Ушкіна | Індивідуальні перегони (жінки) | 51:04.1 | 2 (0+1+1+0) | 56    |
| Наталія Ушкіна | Спринт (жінки)                 | 24:14.3 | 2 (1+1)     | 71    |

## Бобслей
| Спортсмен                                           | Дисципліна          | 1-й заїзд | 1-й заїзд | 2-й заїзд | 2-й заїзд | 3-й заїзд | 3-й заїзд | 4-й заїзд | 4-й заїзд | Сума    | Сума  |
| Спортсмен                                           | Дисципліна          | Час       | Місце     | Час       | Місце     | Час       | Місце     | Час       | Місце     | Час     | Місце |
| --------------------------------------------------- | ------------------- | --------- | --------- | --------- | --------- | --------- | --------- | --------- | --------- | ------- | ----- |
| Міхай Крістіан Тентя Чипріан Ніколае Дароці         | Двійки (чоловіки)   | 59.83     | 12        | 1:00.46   | 22        | 1:00.19   | 15        | 1:00.28   | 16        | 4:00.76 | 16    |
| Міхай Тентя Раул Добре Чипріан Дароці Крістіан Раду | Четвірки (чоловіки) | 58.87     | 10        | 59.55     | 13        | 59.30     | 14        | 59.93     | 18        | 3:57.65 | =13   |
| Андреа Гречу                                        | Монобоб             | 1:05.56   | 11        | 1:05.71   | 8         | 1:06.46   | 15        | 1:06.26   | 10        | 4:23.99 | 12    |
| Андреа Гречу Катаріна Вік                           | Двійки (жінки)      | 1:01.82   | 9         | 1:02.47   | 20        | 1:02.25   | 16        | 1:02.44   | 18        | 4:08.98 | 18    |

## Лижні перегони
Від Румунії на Ігри кваліфікувалися два лижники і одна лижниця.
Дистанційні перегони
| Спортсмен   | Дисципліна                     | Класичний стиль | Класичний стиль | Вільний стиль | Вільний стиль | Фінал     | Фінал       | Фінал |
| Спортсмен   | Дисципліна                     | Час             | Місце           | Час           | Місце         | Час       | Відставання | Місце |
| ----------- | ------------------------------ | --------------- | --------------- | ------------- | ------------- | --------- | ----------- | ----- |
| Паул Пепене | 30 км скіатлон (чоловіки)      | 41:39.3         | 29              | 40:30.4       | 28            | 1:22:41.4 | +6:31.6     | 28    |
| Тімя Лерінц | 10 км класичним стилем (жінки) | Н/Д             | 37:15.3         | +9:09.0       | 86            |           |             |       |

Спринт
| Спортсмен             | Дисципліна                  | Кваліфікація | Кваліфікація | Чвертьфінал  | Чвертьфінал  | Півфінал     | Півфінал     | Фінал        | Фінал        |
| Спортсмен             | Дисципліна                  | Час          | Місце        | Час          | Місце        | Час          | Місце        | Час          | Місце        |
| --------------------- | --------------------------- | ------------ | ------------ | ------------ | ------------ | ------------ | ------------ | ------------ | ------------ |
| Раул Попа             | Чоловіки                    | 2:59.85      | 47           | Не потрапив  | Не потрапив  | Не потрапив  | Не потрапив  | Не потрапив  | Не потрапив  |
| Паул Пепене Раул Попа | Командний спринт (чоловіки) | Н/Д          | Н/Д          | Н/Д          | Н/Д          | 21:03.35     | 9            | Не потрапив  | 18           |
| Тімя Лерінц           | Жінки                       | 3:55.15      | 78           | Не потрапила | Не потрапила | Не потрапила | Не потрапила | Не потрапила | Не потрапила |

## Санний спорт
| Спортсмен                   | Дисципліна                | 1-й заїзд | 1-й заїзд | 2-й заїзд | 2-й заїзд | 3-й заїзд | 3-й заїзд | 4-й заїзд   | 4-й заїзд   | Сума     | Сума  |
| Спортсмен                   | Дисципліна                | Час       | Місце     | Час       | Місце     | Час       | Місце     | Час         | Місце       | Час      | Місце |
| --------------------------- | ------------------------- | --------- | --------- | --------- | --------- | --------- | --------- | ----------- | ----------- | -------- | ----- |
| Валентін Крецу              | Одномісні сани (чоловіки) | 58.349    | 20        | 58.362    | 15        | 1:02.223  | 34        | Не потрапив | Не потрапив | 2:58.934 | 29    |
| Ралуца Стреметурару         | Одномісні сани (жінки)    | 1:01:357  | 31        | 1:00.305  | 27        | НФ        | НФ        | НФ          | НФ          | НФ       | НФ    |
| Васіле Гитлан Дар'юс Шербан | Двомісні сани             | 59.694    | 13        | 1:00.243  | 16        | Н/Д       | Н/Д       | Н/Д         | Н/Д         | 1:59.937 | 14    |

Змішані
| Спортсмен                                                      | Дисципліна | 1-й заїзд | 1-й заїзд | 2-й заїзд | 2-й заїзд | 3-й заїзд | 3-й заїзд | Сума     | Сума  |
| Спортсмен                                                      | Дисципліна | Час       | Місце     | Час       | Місце     | Час       | Місце     | Час      | Місце |
| -------------------------------------------------------------- | ---------- | --------- | --------- | --------- | --------- | --------- | --------- | -------- | ----- |
| Ралуца Стреметурару Валентін Крецу Васіле Гитлан Дар'юс Шербан | Естафета   | 1:01.402  | 9         | 1:02.743  | 10        | 1:03.547  | 10        | 3:07.692 | 9     |

## Стрибки з трампліна
| Спортсмен          | Дисципліна                     | Кваліфікація | Кваліфікація | Кваліфікація | Перший раунд | Перший раунд | Перший раунд | Фінал       | Фінал       | Фінал       | Загалом     | Загалом     |
| Спортсмен          | Дисципліна                     | Відстань     | Бали         | Місце        | Відстань     | Бали         | Місце        | Відстань    | Бали        | Місце       | Бали        | Місце       |
| ------------------ | ------------------------------ | ------------ | ------------ | ------------ | ------------ | ------------ | ------------ | ----------- | ----------- | ----------- | ----------- | ----------- |
| Даніел Качина      | Великий трамплін (чоловіки)    | 114.0        | 88.8         | 44 Q         | 119.0        | 97.8         | 46           | Не потрапив | Не потрапив | Не потрапив | Не потрапив | Не потрапив |
| Андрей Фелдорян    | Великий трамплін (чоловіки)    | 104.5        | 69.0         | 52           | Не потрапив  | Не потрапив  | Не потрапив  | Не потрапив | Не потрапив | Не потрапив | Не потрапив | Не потрапив |
| Даніел Качина      | Нормальний трамплін (чоловіки) | 83.5         | 70.9         | 40 Q         | 89.5         | 95.8         | 48           | Не потрапив | Не потрапив | Не потрапив | Не потрапив | Не потрапив |
| Андрей Фелдорян    | Нормальний трамплін (чоловіки) | 76.5         | 55.0         | 45 Q         | 82.0         | 84.3         | 50           | Не потрапив | Не потрапив | Не потрапив | Не потрапив | Не потрапив |
| Даніела Хараламбіє | Нормальний трамплін (жінки)    | Н/Д          | Н/Д          | Н/Д          | 88.5         | 83.0         | 19 Q         | 79.5        | 73.2        | 25          | 156.2       | 25          |

## Ковзанярський спорт
Індивідуальні перегони
| Спортсмен     | Дисципліна | Час     | Місце |
| ------------- | ---------- | ------- | ----- |
| Міхаела Хогаш | 500 м      | 39.45   | 29    |
| Міхаела Хогаш | 1000 м     | 1:19.33 | 29    |